# ویلیام هیراوی
ویلیام هیراوی (اسلواکی: Viliam Hýravý؛ زادهٔ ۲۶ نوامبر ۱۹۶۲) بازیکن فوتبال اهل اسلواکی بود.
از باشگاه‌هایی که در آن بازی کرده‌است می‌توان به باشگاه فوتبال بانیک استراوا، باشگاه فوتبال تولوز، باشگاه فوتبال ژیلینا، و باشگاه فوتبال روژمبرک اشاره کرد.
وی همچنین در تیم‌های ملی فوتبال چکسلواکی و اسلواکی بازی کرده‌است.